# Jacques Simon
Jacques Simon (ur. 25 marca 1941 w Omonville-la-Rogue, zm. 5 grudnia 2017) – francuski piłkarz grający na pozycji napastnika. W swojej karierze rozegrał 15 meczów w reprezentacji Francji, w których strzelił 1 gola.

## Kariera klubowa
Swoją karierę piłkarską Simon rozpoczął w klubie UST Équeurdreville. Następnie odszedł do AS Cherbourg. W sezonie 1957/1958 zadebiutował w jego barwach w drugiej lidze francuskiej. W Cherbourgu grał przez trzy sezony i w 1963 roku odszedł z niego do pierwszoligowego FC Nantes. W sezonach 1964/1965 i 1965/1966 dwukrotnie z rzędu wywalczył z Nantes mistrzostwo Francji. W sezonie 1964/1965 strzelając 24 gole został królem strzelców Ligi. Latem 1965 zdobył z Nantes Superpuchar Francji. W Nantes występował do końca sezonu 1967/1968.
Latem 1968 roku Simon zmienił zespół i został zawodnikiem Girondins Bordeaux. Pobyt Simona w Bordeaux trwał dwa sezony i w 1970 roku odszedł on do Red Star 93. W klubie tym grał do końca swojej kariery, czyli do 1973 roku.
| Sezon   | Klub               | Kraj    | Rozgrywki  | Mecze | Bramki |
| ------- | ------------------ | ------- | ---------- | ----- | ------ |
| 1960/61 | AS Cherbourg       | Francja | Division 2 | 26    | 5      |
| 1961/62 | AS Cherbourg       | Francja | Division 2 | 33    | 7      |
| 1962/63 | AS Cherbourg       | Francja | Division 2 | 28    | 4      |
| 1963/64 | FC Nantes          | Francja | Division 1 | 32    | 11     |
| 1964/65 | FC Nantes          | Francja | Division 1 | 32    | 24     |
| 1965/66 | FC Nantes          | Francja | Division 1 | 30    | 14     |
| 1966/67 | FC Nantes          | Francja | Division 1 | 31    | 12     |
| 1967/68 | FC Nantes          | Francja | Division 1 | 31    | 12     |
| 1968/69 | Girondins Bordeaux | Francja | Division 1 | 31    | 14     |
| 1969/70 | Girondins Bordeaux | Francja | Division 1 | 29    | 4      |
| 1970/71 | Red Star 93        | Francja | Division 1 | 34    | 5      |
| 1971/72 | Red Star 93        | Francja | Division 1 | 26    | 1      |
| 1972/73 | Red Star 93        | Francja | Division 1 | 26    | 1      |

## Kariera reprezentacyjna
W reprezentacji Francji Simon zadebiutował 24 marca 1965 roku w przegranym 1:2 towarzyskim meczu z Austrią. W 1966 roku został powołany do kadry na mistrzostwa świata w Anglii. Na tym turnieju rozegrał dwa mecze: z Urugwaju (1:2) i z Anglią (0:2). Od 1965 do 1969 roku rozegrał w kadrze narodowej 15 meczów i strzelił w nich 1 gola.
| Mecze i gole w reprezentacji | Mecze i gole w reprezentacji | Mecze i gole w reprezentacji | Mecze i gole w reprezentacji | Mecze i gole w reprezentacji | Mecze i gole w reprezentacji | Mecze i gole w reprezentacji |
| #                            | Data                         | Stadion                      | Rywal                        | Wynik                        | Gol                          | Rozgrywki                    |
| 1965                         | 1965                         | 1965                         | 1965                         | 1965                         | 1965                         | 1965                         |
| ---------------------------- | ---------------------------- | ---------------------------- | ---------------------------- | ---------------------------- | ---------------------------- | ---------------------------- |
| 1.                           | 24.03.1965                   | Paryż, Francja               | Austria                      | 1:2                          | 0                            | towarzyski                   |
| 2.                           | 18.04.1965                   | Belgrad, Jugosławia          | Jugosławia                   | 0:1                          | 0                            | el. MŚ 1966                  |
| 3.                           | 03.06.1965                   | Paryż, Francja               | Argentyna                    | 0:0                          | 0                            | towarzyski                   |
| 1966                         |                              |                              |                              |                              |                              |                              |
| 4.                           | 19.03.1966                   | Paryż, Francja               | Włochy                       | 0:0                          | 0                            | towarzyski                   |
| 5.                           | 20.04.1966                   | Paryż, Francja               | Belgia                       | 0:3                          | 0                            | towarzyski                   |
| 6.                           | 15.07.1966                   | Londyn, Anglia               | Urugwaj                      | 1:2                          | 0                            | MŚ 1966                      |
| 7.                           | 20.07.1966                   | Londyn, Anglia               | Anglia                       | 0:2                          | 0                            | MŚ 1966                      |
| 8.                           | 28.09.1966                   | Budapeszt, Węgry             | Węgry                        | 2:4                          | 0                            | towarzyski                   |
| 9.                           | 22.10.1966                   | Warszawa, Polska             | Polska                       | 2:1                          | 0                            | el. ME 1968                  |
| 10.                          | 11.11.1966                   | Bruksela, Belgia             | Belgia                       | 1:2                          | 0                            | el. ME 1968                  |
| 1967                         |                              |                              |                              |                              |                              |                              |
| 11.                          | 03.06.1967                   | Paryż, Francja               | ZSRR                         | 2:4                          | 1                            | towarzyski                   |
| 12.                          | 27.09.1967                   | Berlin, RFN                  | RFN                          | 1:5                          | 0                            | towarzyski                   |
| 1968                         |                              |                              |                              |                              |                              |                              |
| 13.                          | 06.04.1968                   | Marsylia, Francja            | Jugosławia                   | 1:1                          | 0                            | el. ME 1968                  |
| 14.                          | 17.10.1968                   | Lyon, Francja                | Hiszpania                    | 1:3                          | 0                            | towarzyski                   |
| 1969                         |                              |                              |                              |                              |                              |                              |
| 15.                          | 12.03.1969                   | Londyn, Anglia               | Anglia                       | 0:5                          | 0                            | towarzyski                   |